# جاكوار مارك 4
جاكوار مارك 4 (بالإنجليزية: Jaguar Mark IV)‏ هي سيارة من تصنيع شركة سيارات جاكوار.